# Rose Meth
Rose Meth, nata Ruzia Grunapfel (Zator, 10 novembre 1925 – New York, 12 ottobre 2013), è stata una superstite dell'Olocausto polacca, nota per il ruolo avuto nella preparazione della rivolta dei Sonderkommando nel campo di concentramento di Auschwitz, attuata il 7 ottobre 1944.

## Biografia
La Grunapfel, deportata da Auschwitz durante l'Olocausto, fu impiegata nella fabbrica di munizioni Union. Il suo ruolo nella preparazione della rivolta dei Sonderkommando era quello di contrabbandare la polvere da sparo dal "Pulverraum", il luogo in cui lei e diverse altre donne lavoravano per costruire detonatori di bombe. Era molto amica di Estusia Wajcblum, tanto che la gente spesso le scambiava per sorelle. Lei, Estusia, Regina Safirsztajn e Genia Fischer lavorarono assieme per contrabbandare la polvere nascondendola all'interno di fazzoletti infilati nelle tasche o nel seno. Spesso c'erano delle perquisizioni, e per evitare di essere scoperte, gettavano la polvere sul terreno e la coprivano con i piedi. Dopo la rivolta del 7 ottobre 1944, quattro donne furono arrestate e torturate per il loro coinvolgimento nella ribellione, e infine condannate a morte. Il 5 gennaio 1945, Ruzia fu costretta a guardare le esecuzioni di Estusia, Regina, Roza Robota e Ala Gertner. Dopo essere sopravvissuta ad una marcia della morte, fu finalmente liberata dagli Alleati.
Mentre era ad Auschwitz, barattava la sua porzione di pane con della carta, in modo da poter scrivere appunti e, in futuro, avere delle prove di quanto accaduto lì. Alcuni dei suoi scritti si trovano attualmente negli archivi di Yad Vashem.
La Grunapfel arrivò negli Stati Uniti nel 1946 a bordo della prima nave civile in partenza dall'Europa dalla fine della seconda guerra mondiale. Successivamente, si stabilì a Bensonhurst, Brooklyn, New York, si sposò con Irving Meth ed ebbe tre figli. Trascorse gli ultimi dieci anni della sua vita a Kew Gardens Hills, nel Queens.
Morì nell'ottobre del 2013. Nel 2016 i suoi figli e nipoti hanno dedicato una canzone alla sua memoria, "Rose Meth, The Unsung Heroine".